# Український степ

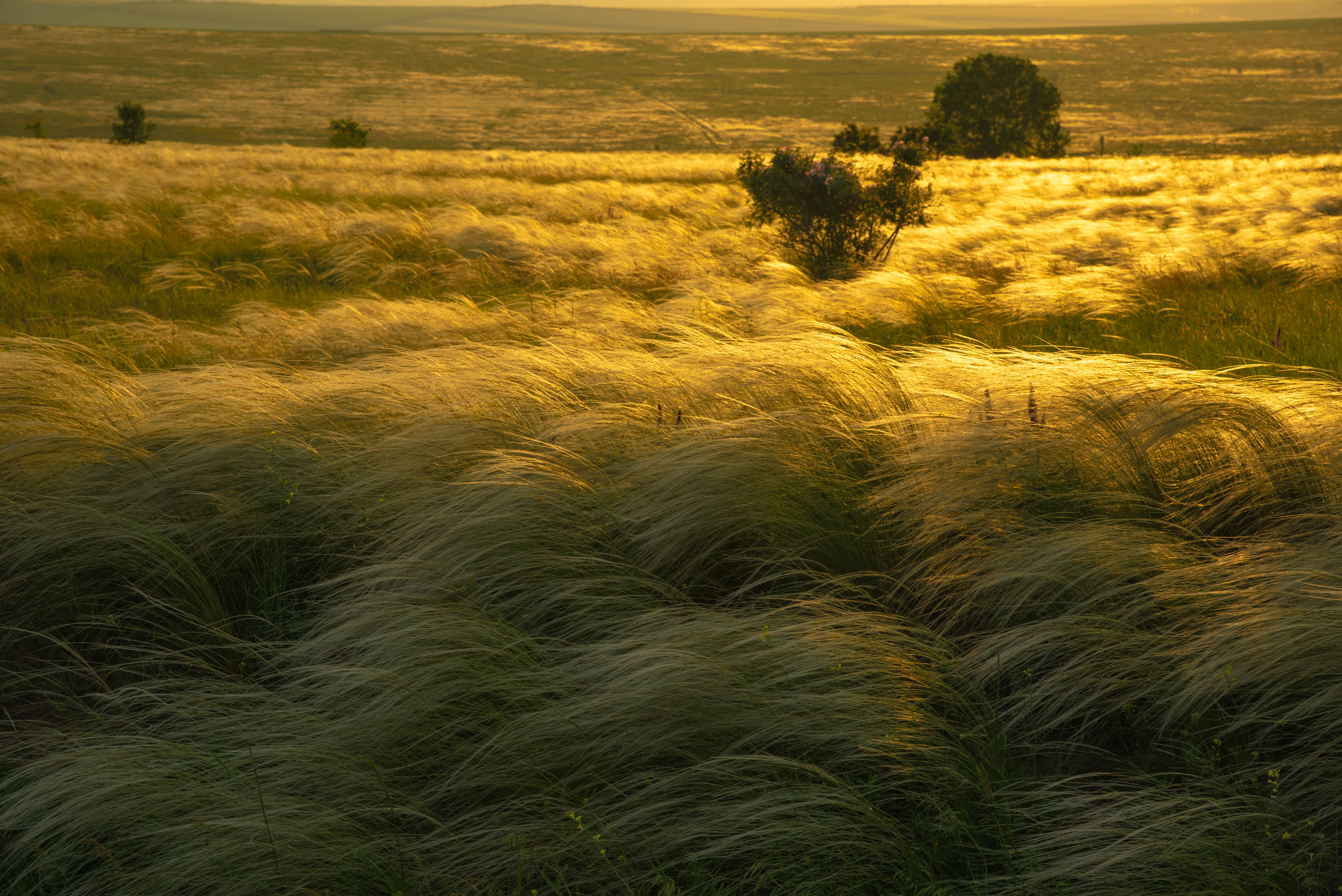
Ковиловий степ, Одещина (заказник Тарутинський степ)

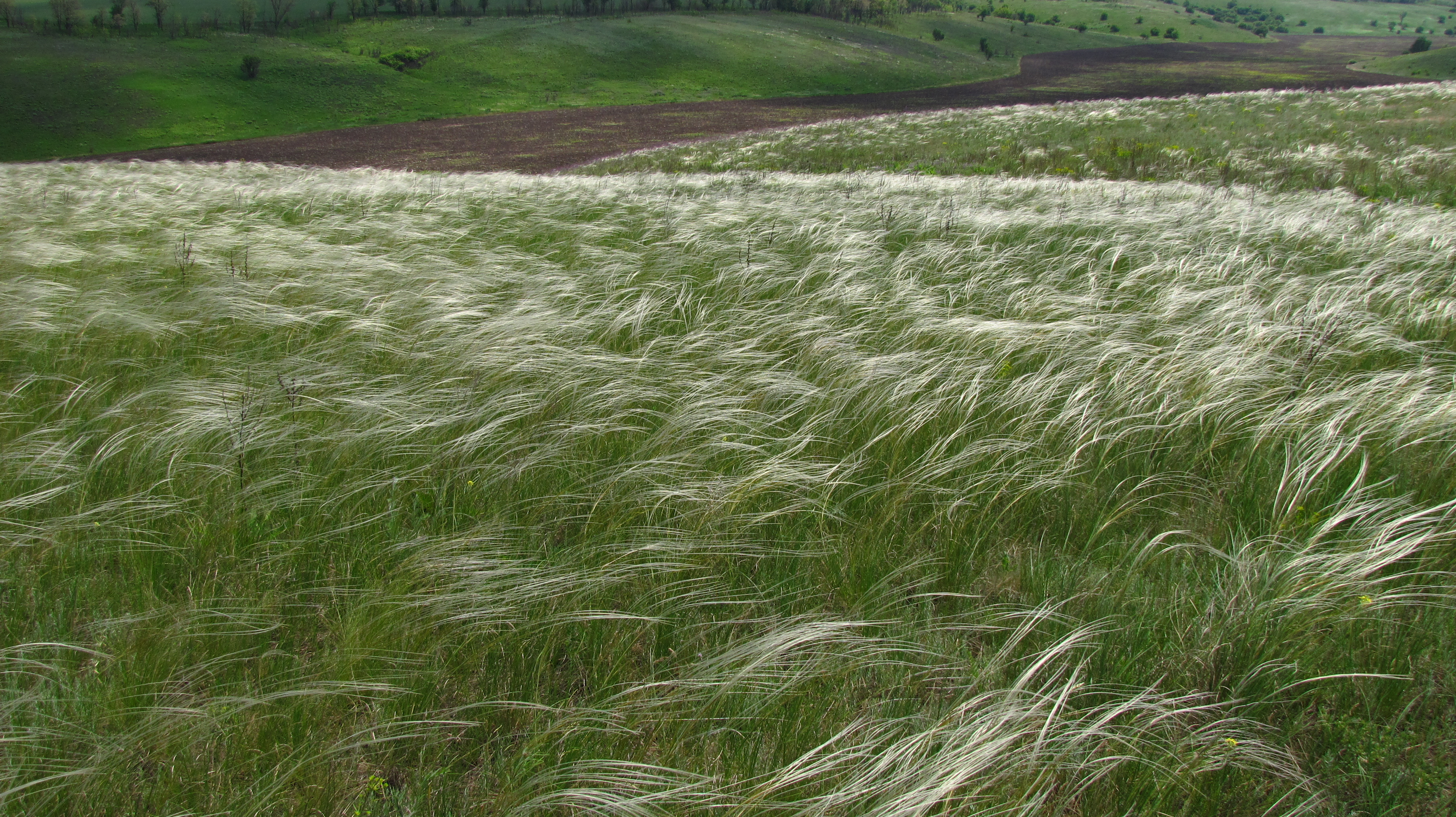
Ковиловий степ, Дніпровський район

Діорама Хомутовського степу в Маріупольському краєзнавчому музеї

Украї́нський сте́п — степова природна зона в Україні, розташована на півдні, центрі й сході країни. Західна й центральна частина Чорноморсько-Каспійського степу, складової великого Євразійського степу. Простягається із заходу на схід від дельти Дунаю до південних відрогів Середньоруської височини на 1000 км, а на південь до Азово-Чорноморського узбережжя та Кримських гір майже на 500 км. Степ збігається приблизно з Південною Україною (крім Кримських гір). Степ займає майже 300 000 км² (40 %) української суцільної етнічної території і 460 тисяч км² (48 %) всіх українських земель. На території сучасної України степ займає 240 тисяч км², або 40 % від усієї території країни, є найбільшим зональним природним комплексом. У степу розташовані Одеська, Миколаївська, Херсонська, Дніпропетровська, Запорізька, Донецька, Луганська області, південні частини Кіровоградської і Харківської областей та рівнинна частина Криму. Степ майже цілком розораний, залишки колишньої рослинності збереглися у заповідниках і частково на схилах балок і долин річок.
Завдяки своєму плоскому рельєфу влітку дуже спекотно, а взимку досить холодно.
Протягом десятиліть степи були сильно змінені людиною. Родючі ґрунти є обов'язковою умовою розвитку багатьох культур і це схиляє людство до заселення. Рослинність значно змінилася. Від трав'янистих полів залишилося дуже мало, тому що вони були перетворені в пшеничні поля і сади.

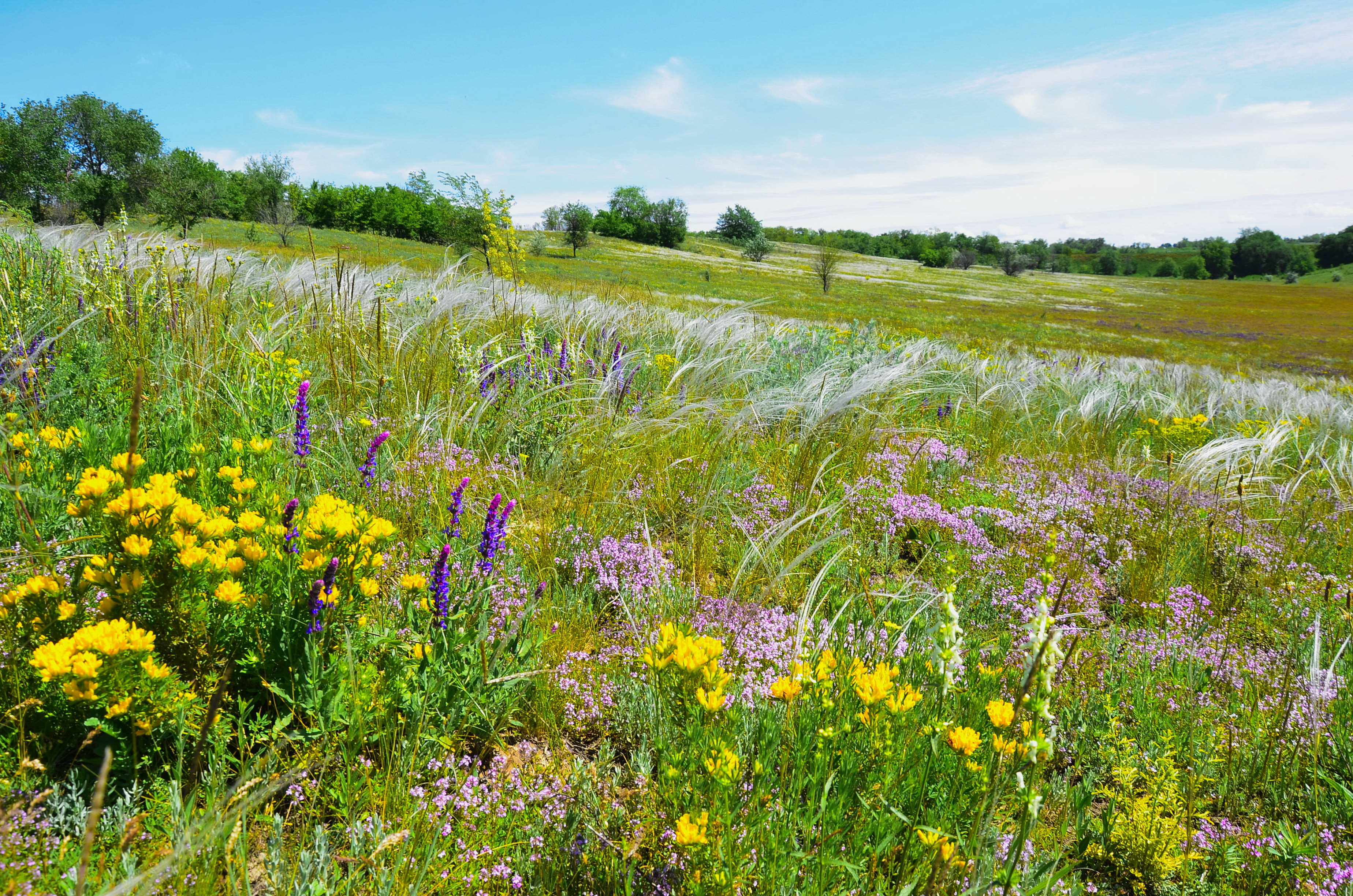
Степ на початку літа на Дніпропетровщині

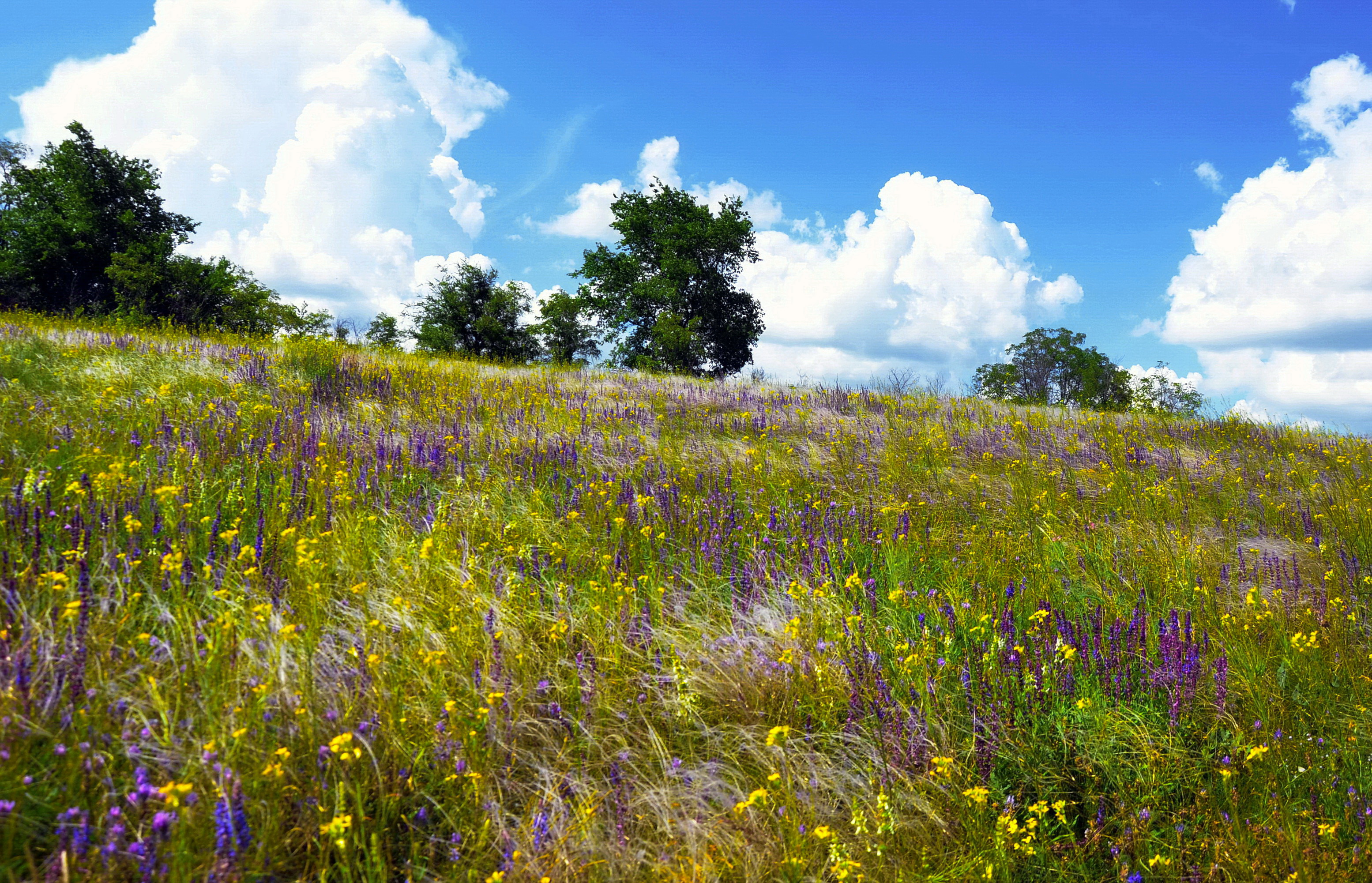
Степ початку літа в Дніпропетровській області

## Геологія

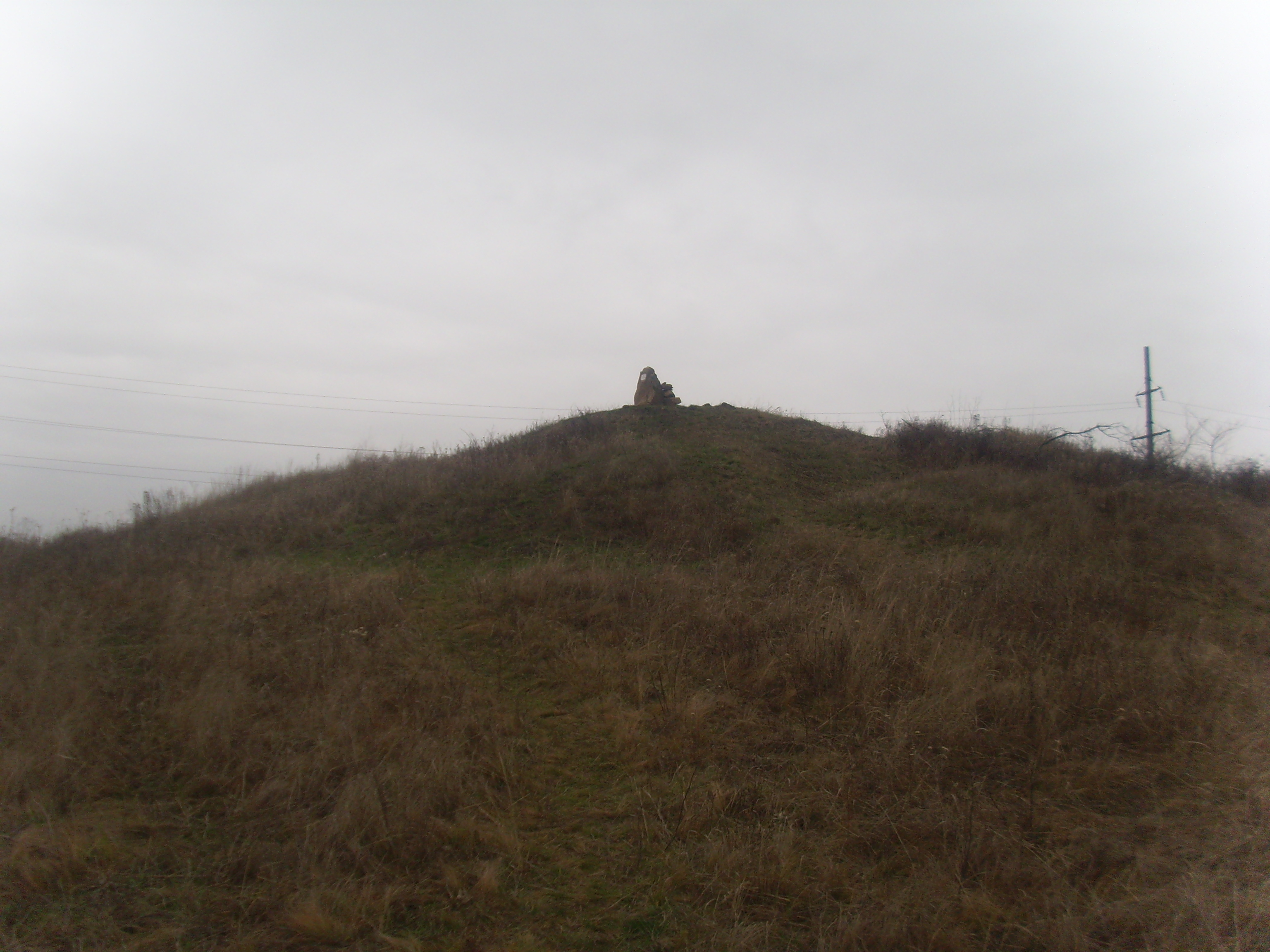
Могила Мечетна

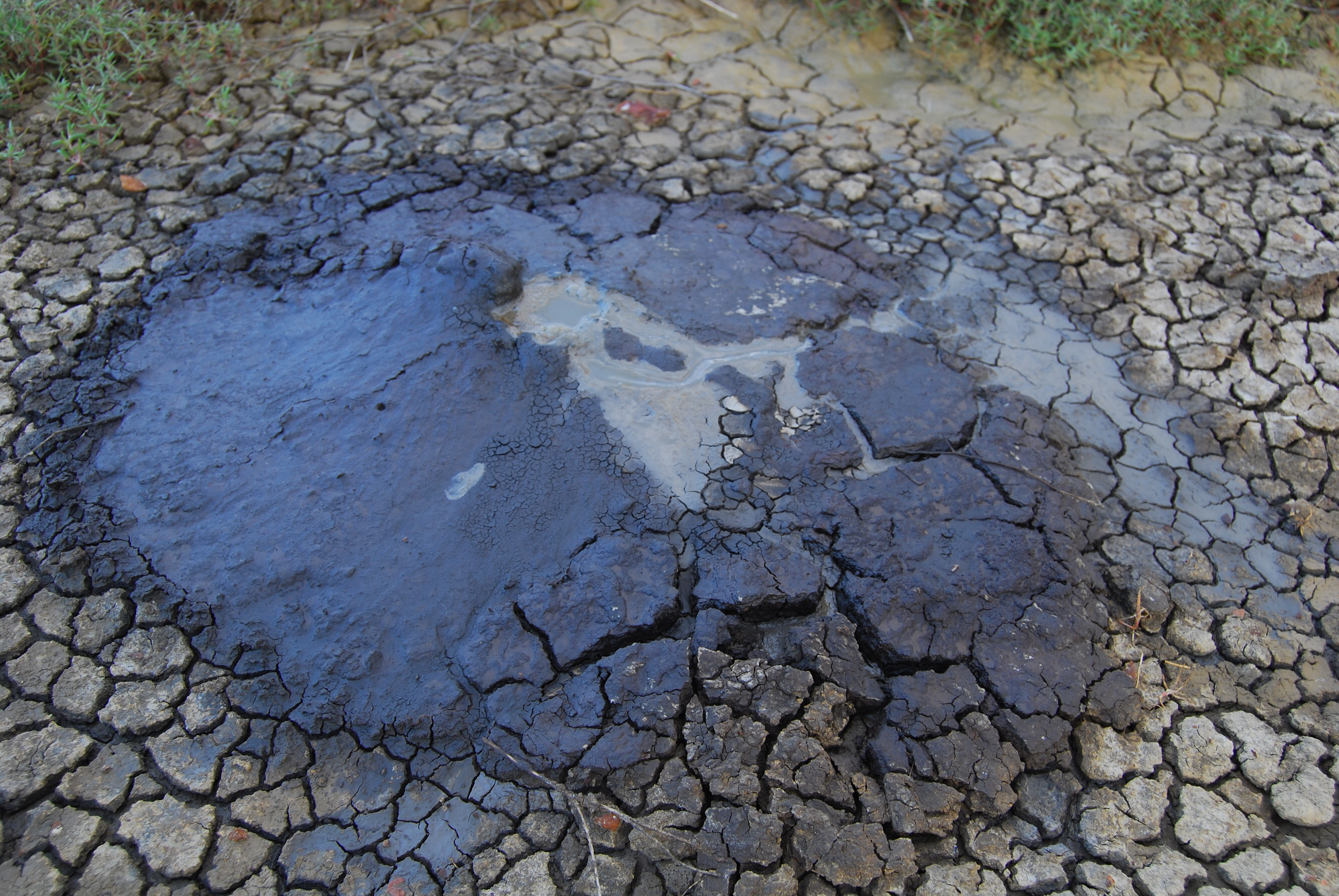
Керченський блювак

Геоструктурно степ на заході приурочено до Придобруджинського прогину, на південному заході і півдні до Причорноморської западини, Українського щита, південної частини Дніпровсько-Донецької западини, південно-західного схилу Воронезького масиву, Донецької складчастої споруди, Причорноморської групи прогинів, Скіфської плити (на крайньому півдні).
Більша частина території поверхні степу складена антропогеновими відкладами, загалом лесовидними суглинками, в межах річкових терас — пісками та супісками. У долинах річок, на височинах та їхніх схилах поверхню еродованих місцевостей складають доантропогенові напівскельні та скельні породи (граніти, вапняки, гнейси) та продукти вивітрювання (каоліни). Кургани-могили є виходами на поверхню кристалічних порід Українського щита й Донецької складчастої споруди.
На Керченському півострові є грязьові вулкани — блюваки, що вивергають глинистий мул та газ метан. Коли розчин грязі загусне, утворюються зрізані вулканічні конуси заввишки 1-2 м.
У степовій зоні знайдено значні поклади кам'яного вугілля (Донецький басейн), залізних, марганцевих, нікелевих, уранових і ртутних руд, солей, присутні поклади природного газу. Степова зона багата на різноманітні природні будівельні матеріали (вапняк, мергель, глини), лікувальні грязі.

## Палеогеографія
Терени українського степу формувались під впливом льодовика, в умовах холодного посушливого вітряного тундростепу, де росла низькоросла флора. Рівень Світового океану був набагато нижчим за теперішній, уся північно-західна акваторія Чорного моря, між Кримом та Буджаком, була суцільним суходолом. У цьому тундростепу паслися мамонти, яких з часом змінили бізони, а тих північні олені. Приблизно 14 тис. років тому розпочалось танення льодовика і його відступ на північ. У цей час місці Балтійського моря існувало прісне Балтійське льодовикове озеро, яке відділялось від солоних вод океану крижаною греблею льодовика. Коли гребля підтанула, приблизно 8200 років до н. е., океанські води прорвали її та перетворили прісне озеро на солонувате Іолдійове море. На півдні сучасної України в цей час починається інтенсивне ґрунтоутворення, в результаті чого з'явились чорноземи на багатих на кальцій лесах і лесоподібних суглинках. Через дефіцит вологи рослинні залишки не розкладаються повністю і накопичуються, що у поєднанні з кальцієм забезпечує ґрунтам гарні механічні якості, структуру та родючість.

## Рельєф

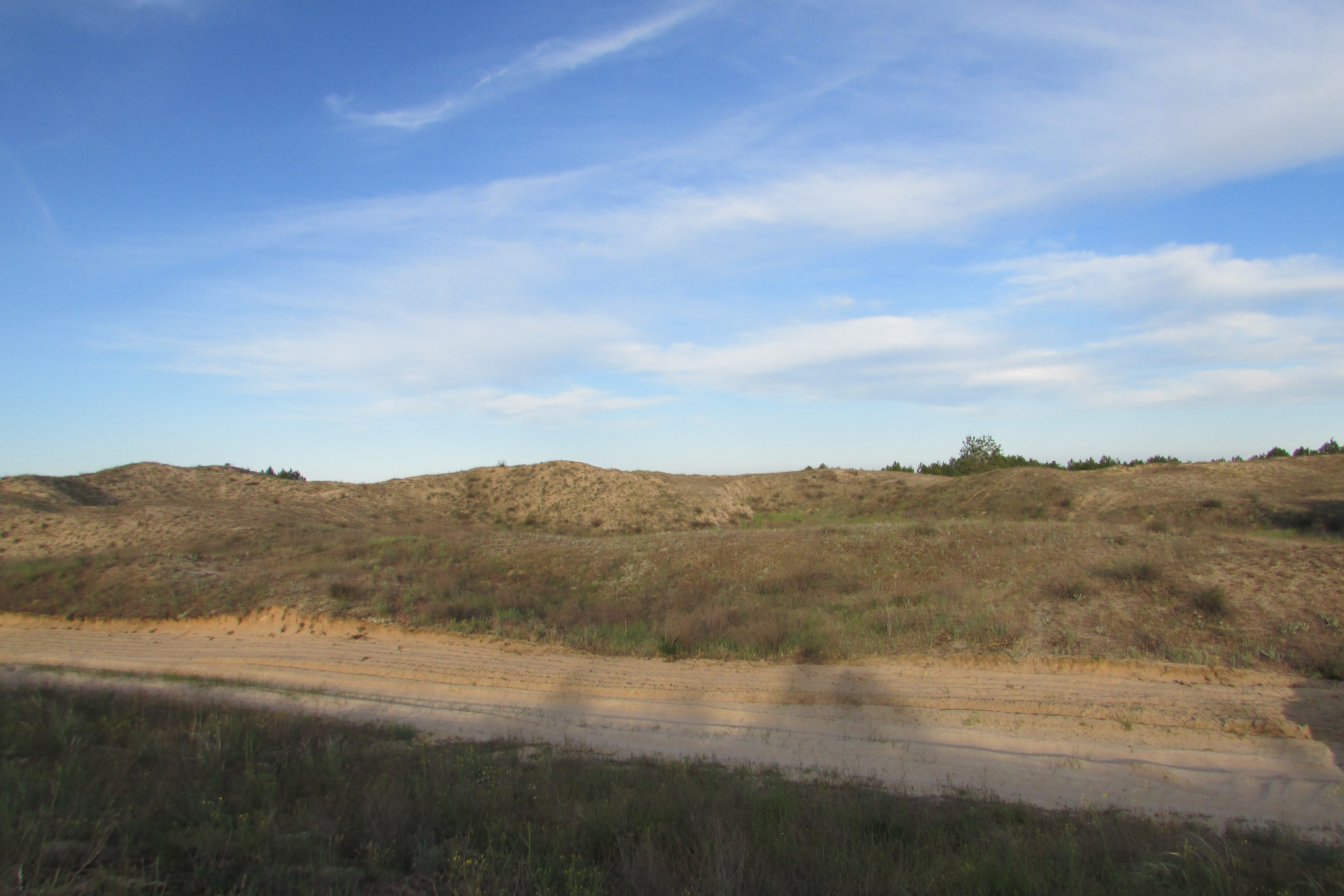
У пониззі Дніпра типовим елементом ландшафту є піщані кучугури, де-не-де порослі травою. Ви бачите їх на фото, зробленому поблизу херсонського села Буркути, на території Національного природного парку «Олешківські піски»

Степ займає 40 % площі України й охоплює Причорноморську низовину, південну частину Придніпровської і Подільської височин, повністю в межах степового поясу лежать Приазовська низовина, Приазовська і Донецька височини, а також рівнинна частина Кримського півострова у межах Північнокримської низовини. У східній частині абсолютні висоти території сягають найбільших показників — 367 м (Могила Мечетна).
Рельєф рівнинний, неоднорідний, з горбами, ярами й балками. Поширені форми флювіального рельєфу, зокрема яри, балки та лощини. Для Донецького кряжу характерні гриви — вузькі видовжені підняття. На півдні низовин поширені поди (або степові блюдця) — неглибокі овальні зниження з плоским дном.

## Клімат
Клімат помірно континентальний. Степова зона виділяється найбільшими тепловими ресурсами і найменшою зволоженістю порівняно з іншими природними зонами країни, тому клімат степів найбільш континентальний з-поміж інших екотопів України. З найбільшими в Україні різницями температур між зимою і літом. Надходження тепла — 4100 МДж/м² на півночі до 5320 МДж/м² на півдні; річний тепловий баланс земної поверхні коливається від 1900 до 2210 МДж/м². Середня температура січня змінюється з південного заходу на північний схід від −2 до −9 °C; липня — від +20 до +24 °C. Літо довге, сонячне, спекотне, посушливе. Осінь тепла, у другій половині йдуть дощі. Зима коротка, холодна, малосніжна. Весна настає рано. Через різке підвищення температури повітря, волога з ґрунту швидко випаровується.
Річна сума опадів зменшується від 450 до 300 мм, що є причиною маловодості річок, особливо влітку. Максимум опадів у першій половині літа. Сніговий покрив нестійкий, часті відлиги взимку. Сніг лежить лише в окремі роки 1-2 місяці. Випаровуваність вологи суттєво перевищує кількість опадів (900—1000 мм на рік), тому зволоження території скрізь недостатнє.

Рівнинність території степу, відкритість її холодним арктичним і жарким тропічним вітрам є причиною ранніх весняно-осінніх приморозків і суховіїв, небезпечних пилових бур («чорні бурі»), що руйнують та зносять родючий шар ґрунту. Особливо часті суховії в липні — серпні, часто зумовлюють посухи. Південноукраїнські степові вітри часто порівнюють з італійськими пекучими вітрами, що дмуть з берегів Африки — сіроко. Український письменник Олесь Гончар яскраво описав один з таких суховіїв у романі «Таврія»: 
|  | Уже кілька днів свистів таврійський сироко; зблякнув степ, стемнів, пожух... Лопалася розпечена земля, лежала в таких тріщинах, що коні ламали ноги на ходу. Трава, вигораючи, згорталася й лягала на степ, збиваючись як повсть. Із цілинних земель гарячі вітри вже розносили по Таврії насіння тирси, найміцнішої трави із сімейства ковили. Здавалося, що з усієї степової рослинності тільки вона, тирса... зможе перенести люту спеку, вижити і продовжити себе в потомстві... Усе живе знемагало від немилосердної спеки. |

Річна сума температур, вищих за 10°, становить 2800—3600°. Тривалість вегетаційного періоду 210—245 днів.

## Гідрологія

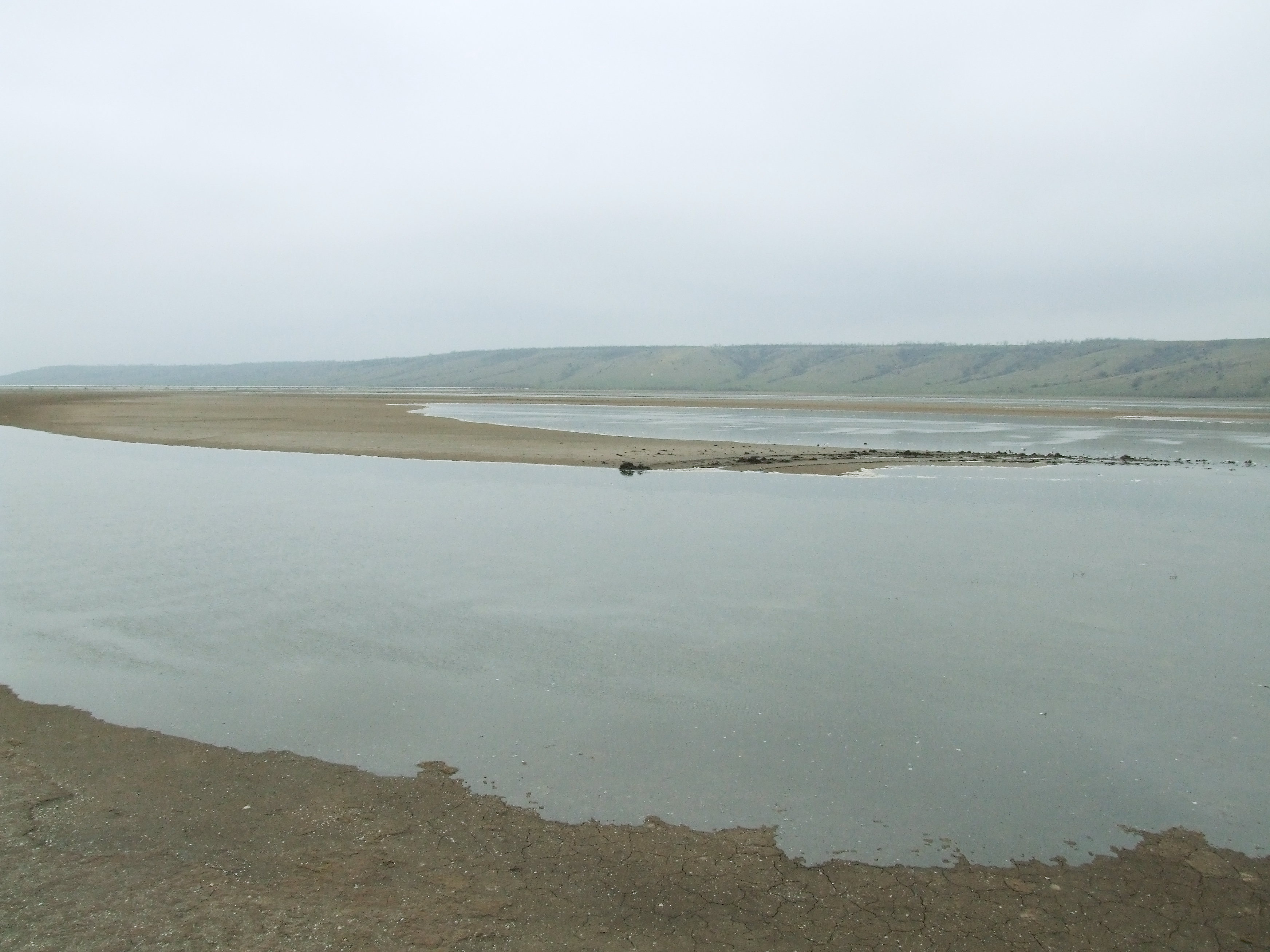
Куяльницький лиман

Через недостатність атмосферних опадів густота річкової мережі незначна. Найбільші річки є транзитними: Дніпро, Південний Буг, Сіверський Донець, Дністер, Дунай із притоками. Притоки Дніпра — Оріль, Самара, Інгулець, а також Інгул, Кальміус, Молочна, Берда повністю формують свій стік у межах зони. Пересічна густота річкової мережі становить 0,2-0,1 км/км². Річки степів маловодні, особливо влітку у верхів'ях вони часто пересихають. Місцевий стік формується за рахунок талого снігу. Річкові та ґрунтові води високомінералізовані. Великою проблемою постає загибель степових малих річок, однією з причин є сповільнення течії, замулення й цвітіння води через спорудження штучних гребель та водосховищ.
Озера здебільшого лиманні, деякі, внаслідок великої випаровуваності або ж зв'язку з морем, солоні (Сасик (Кундук), Шагани, Алібей). У дельті Дунаю багато прісних озер (Ялпуг, Кагул та ін.), а на узбережжі Чорного моря — солоних озер-лиманів (Дністровський, Хаджибейський, Куяльницький, Тилігульський, Молочний). На Дніпрі у другій половині XX століття збудовано каскад штучних водойм — водосховищ.
Боліт мало, переважно заплавні.

## Ґрунти
Найпоширенішими ґрунтами степу є чорноземи звичайні (6—9 % гумусу) та чорноземи південні (5—6 % гумусу), які разом становлять 90 % площі природної зони. Поширені темно-каштанові та каштанові ґрунти в комплексі з солонцями. У подах формуються солончаки. На відміну від лісових ґрунтів, головну переробку рослинного опаду в чорноземах здійснюють не гриби, а ґрунтова фауна (особливо дощові хробаки) та мікрофлора. Причиною тому слугує нейтральна, чи навіть трохи лужна реакція ґрунтового розчину. Велика кількість коренів в ґрунті також сприяє його високій структурованості.
Через тотальну розораність важливою проблемою стає деградації ґрунтового покриву. На початку XX століття відсоток гумусу в чорноземах сягав 9-9,5 %, на початку XXI століття — 4 %. Відсутність постійного рослинного покриву на поверхні землі є одним з найголовніших факторів, що призводить до опустелювання.

## Рослинний світ

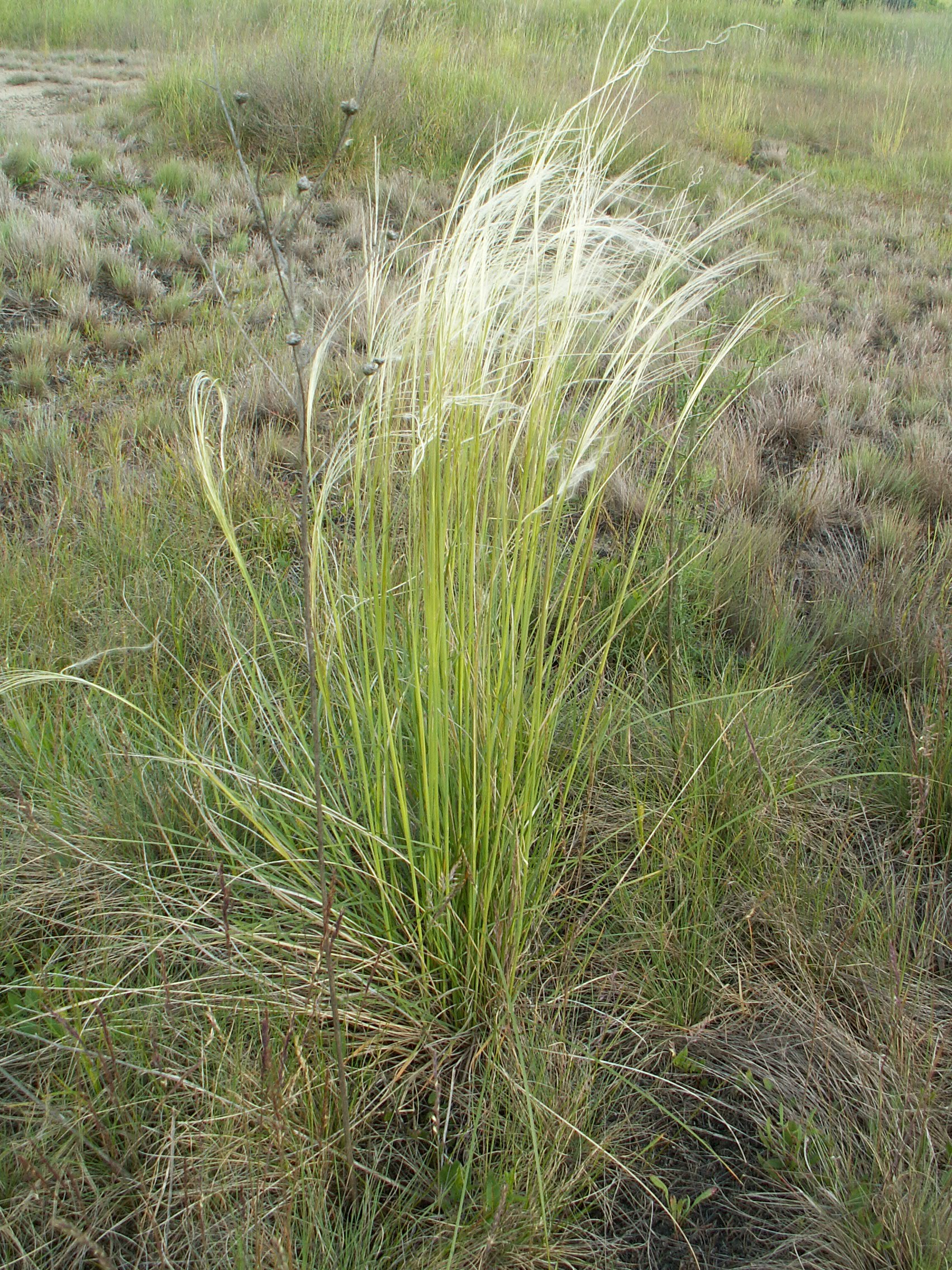
Ковила дніпровська

Для степової зони характерна трав'яна злакова степова рослинність. Весною, коли в ґрунті ще достатньо вологи, з'являються ефемерні рослини: півники, гіацинти, крокуси, горицвіт, тюльпани, півонії, маки. До настання спеки рослини відцвітають і дають насіння, їх наземна частина відмирає. У ґрунті залишаються бульби, цибулини, кореневища, де накопичуються поживні речовини. Завдяки цим речовинам рослини виростуть і розквітнуть наступної весни. Вага кореневої маси більшості степових рослин значно перевищує надземну масу. Через що степ звуть «лісом догори ногами». Ранньоквітучі рослини змінюються такими, які пристосувалися до спеки й нестачі вологи. Улітку в степу з'являються полин, типчак, ковила. Одні рослини мають довге коріння, яким з глибини дістають воду, в інших — жорсткі або вузькі опушені листки, через які випаровується мало води. У середині літа від спеки починають висихати всі рослини. Вітер підхоплює їх і котить клубками по степу (рослини-перекотиполе), витрушуючи дозріле насіння.
.

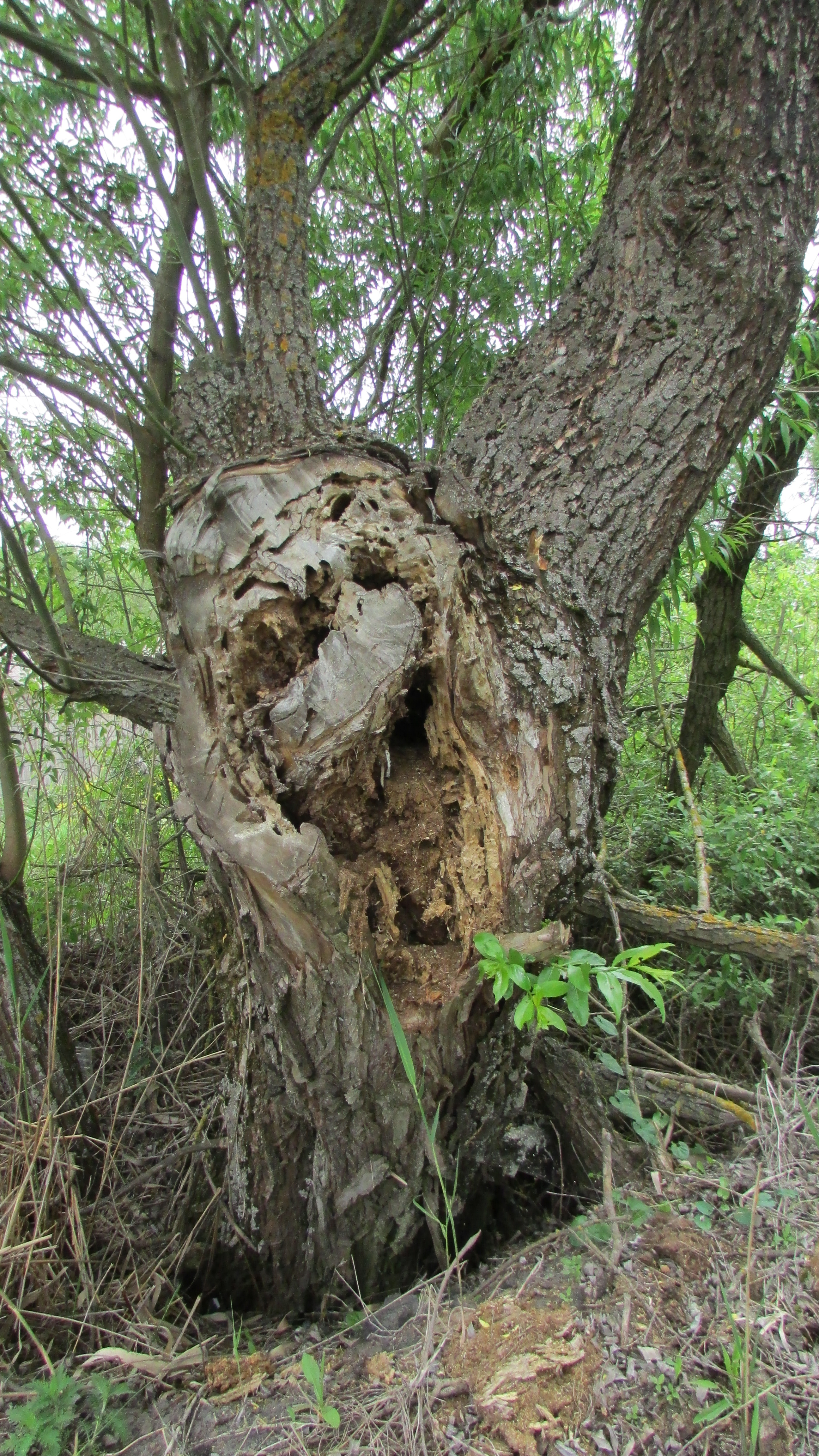
В степу дерева і кущі зустрічаються, головним чином, на берегах водойм і в балках. Тут їм вистачає вологи влітку, є певний захист від зимових морозів та весняних приморозків під час цвітіння. На фото — рослинність на березі озера Довге у Голопристанському районі Херсонщини

У степах іноді можна зустріти зарості тернику, шипшини, мигдалю, степової вишні. Природні ліси в степах займають невелику площу. У балках та ярах трапляються байрачні ліси, у заплавах річок заплавні. Вододільні простори позбавлені природної деревної рослинності, але в багатьох районах степової зони є штучно створені лісові масиви: Великоанадольський масив у Донецькій області, Великомихайлівський, Грушуватський у Дніпропетровській області. Середня лісистість зони становить 3 %. Деревна рослинність поряд з трав'янистою збереглася у Чорноморському біосферному заповіднику та в Дунайських плавнях.
Луки в зоні степів здебільшого прилягають до заплав річок.
Для захисту полів від ерозії було започатковано лісорозведення. Ліси посеред степу залишили по собі відомі вчені Г. Висоцький та В. Докучаєв, лісівники Віктор Графф, В. Скаржинський. Ліс-парк створив на своєму хуторі Надія, поблизу Кропивницького, видатний письменник Іван Карпенко-Карий. Вдовж доріг та полів насаджено захисні лісосмуги.

## Зональність
У степу можна відмітити залежно від кліматичних і ґрунтових умов кілька смуг. З півночі на південь степова рослинність значно змінюється. У межах природних підзон виділяють 10 фізико-географічних провінцій, що складаються з 21 фізико-географічної області.

### Північностепова зона
Для північної, вологішої частини степу типовий різнотравний типчаково-ковиловий степ, пов'язаний зі звичайними середньо-гумусними чорноземами. Для нього типовий буйний розвиток щільнодернинних вузьколистих трав (ковили, типчаку, кипцю) і різнотрав'я (шавлія поникла, вероніка, горицвіт жовтий, степові тюльпани та ін.). Навесні спершу зацвітають тюльпани, шафран, гіацинти, пізніше — горицвіт жовтий, степові півники і фіалки, згодом — ковила, півонія тонколиста, шавлія, вика, лабазник, катран, волошки, льон австрійський. З середини літа степ вигоряє, але восени, завдяки дощам, зеленіє від мохів ще раз.
Доволі поширені чагарники (терен, дереза, мигдаль, степовий бобівник й інші), байракові, а на піщаних надрічних терасах соснові ліси.
Майже повністю розорана. Первісна рослинність збереглася у заповідниках: Хомутівському і Стрілецькому степах, на Кам'яних могилах.
У межах підзони виділяють Дністровсько-Дніпровську, Лівобережно-Дніпровську, Приазовську, Донецьку, Донецько-Донську, Молдавську провінції.

### Середньостепова зона

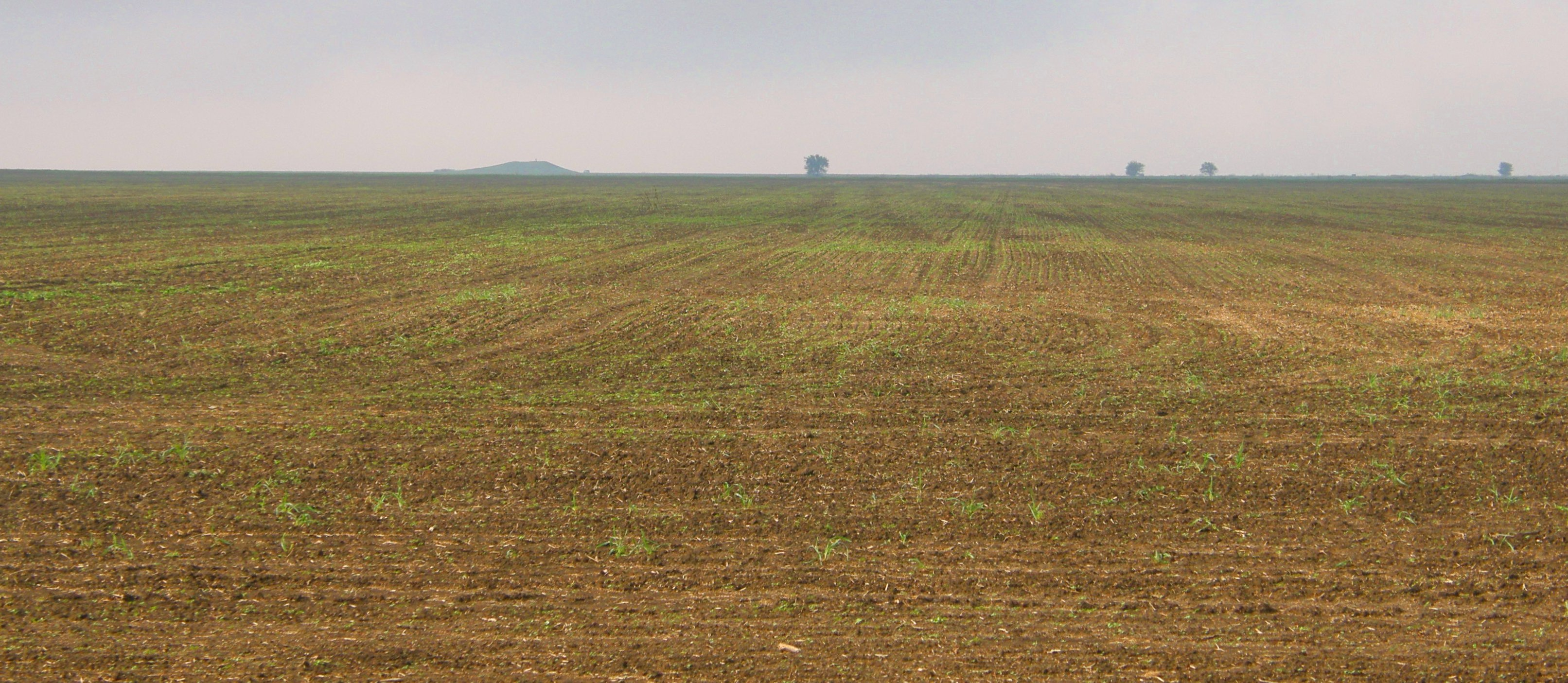
Середньостепова зона. Північно-західне Причорномор'я:

Інколи, виділяють середньостепову зону, що тягнеться далі на південь, майже до берегів Чорного і Азовського морів, поширений посушливий типчиново-ковиловий степ на менш родючих південних чорноземах і темно-каштанових ґрунтах. Рослинний покрив розріджений. У його рослинності переважають вузьколисті сухолюбні трави (ковили, тирса, типчина) з невеликою домішкою ксерофітних видів різнотрав'я кермек, маруна дівоча, грудниця волохата; деякі види з матовим забарвленням і пухнастим листям (шавлія, коров'як, синяк тощо). Навесні у степу багато ефемерів і ефемероїдів.
У цій смузі розташований заповідник Асканія-Нова.

### Південностепова зона
У найсухішій смузі над морем (Причорномор'я, Приазов'я і Кримська рівнина) поширений сухий полиново-злаковий степ з темно-каштановими та каштановими солонцюватими ґрунтами, які нерідко чергуються з солонцями і солончаками. Рослинне покриття утворюють житняк, типчина, іноді тирса, з різнотрав'я — полини (Бошняка і кримський) та інше. На крайньому півдні великі ділянки займають солончаки із своєрідною рослинністю (прибережниця солончакова, солерос трав'янистий), що має м'ясисті стебла і маленькі м'ясисті листочки. Росте також нехворощ чорна, хрінниця жовта, що утворюють окремі острівці, що чергуються з голими піскуватими місцями. У Присивашші степ набуває зелено-сірого відтінку і нагадує пустелю.
У цій смузі розташовані Чорноморський біосферний та Дунайський заповідник.
У межах підзони виділяють Дунайсько-Дністровську, Причорноморську, Причорноморсько-Приазовську, Кримську провінції.

## Тваринний світ

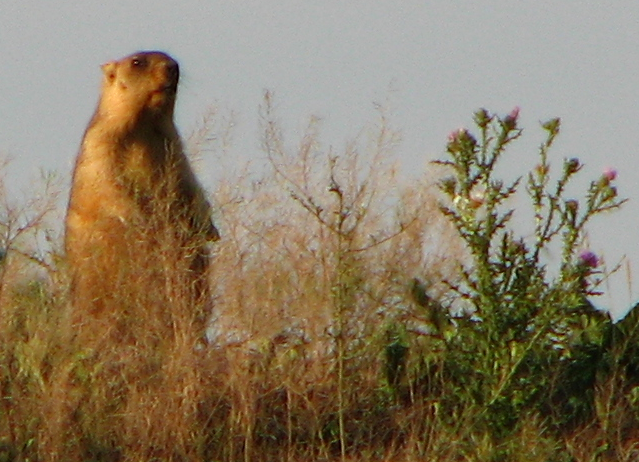
Бабак — рідкісний представник тваринного світу українських степів, колись був досить чисельним

Зі ссавців характерними для українського степу, крім численних дрібних гризунів: ховрахів (сірий і крапчастий), бабаків, полівок (сіра та степова), хом'яків, сліпаків, та мишей, є заєць, тхір степовий, ласки, горностаї, вовк, лисиця звичайна, зустрічаються борсуки, сарни. Більшість тварин живе в норах. Це гризуни, хижі лисиці та тхори, всеядні борсуки. Для звірів нори є схованкою під час небезпеки й несприятливої погоди, місцем народження малят, також для деяких з них — місцем зимового сну або сплячки, накопичення запасу кормів. У норах дрібних звірів селяться плазуни.

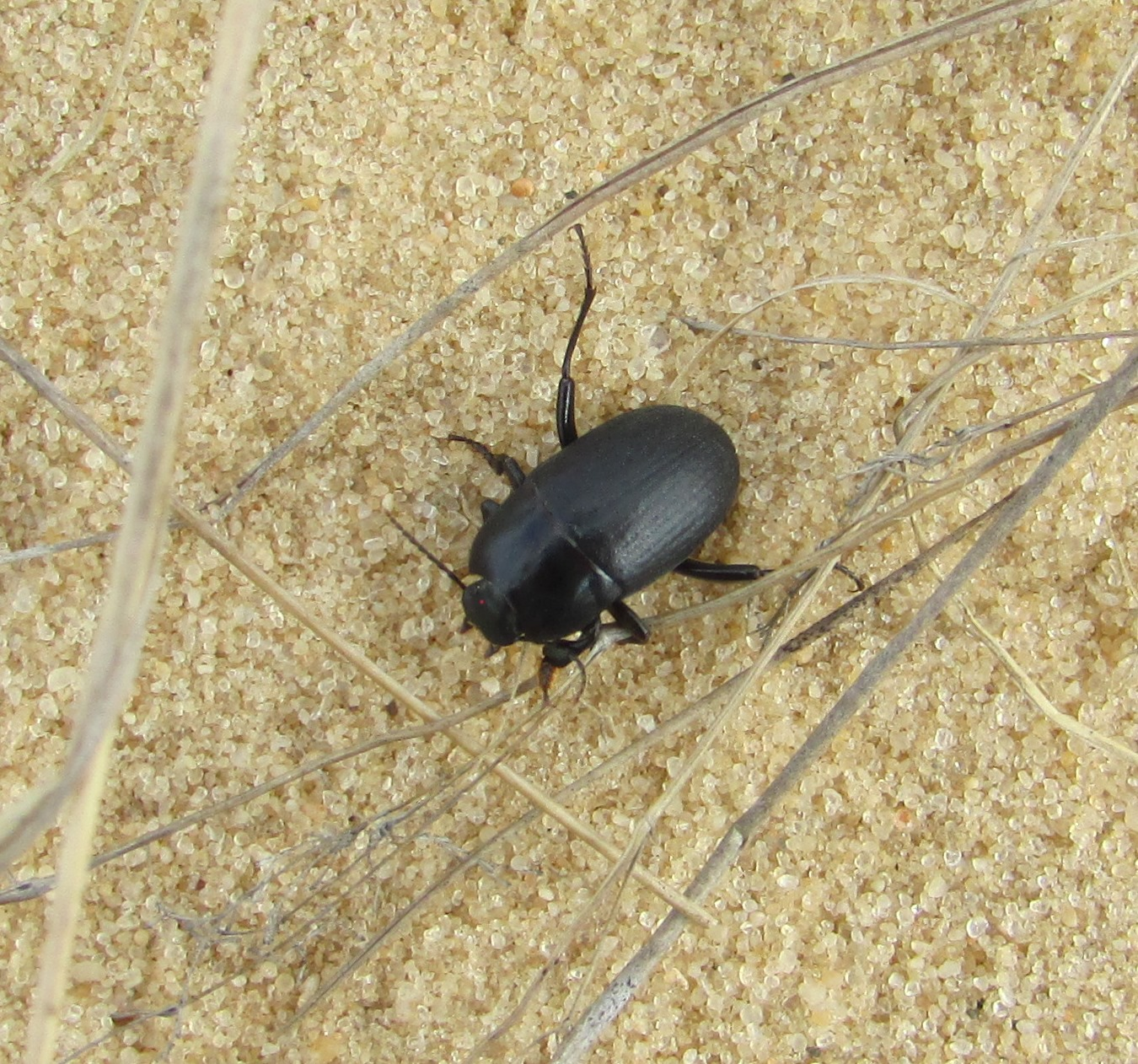
Неодмінний компонент степової фауни — жуки- чорнотілки. На фото — чорнотілка Pedinus у пустелі навколо Раденська

З птахів характерними є: степовий і польовий жайворонки, перепілка, сорокопуд чорнолобий, куріпка сіра, боривітер звичайний, канюк звичайний, кібчик та ін. Та рідкісні тепер: хохітва, дрохва, журавель степовий. На берегах лиманів і на узбережжі морів зустрічаються дикі гуси, чаплі, кулики.
З плазунів зустрічаються ящірки (прудка та піщана), полоз жовточеревий, гадюка степова та інші.
У річках і озерах зони степу є щуки, окуні, коропи, соми.
Велике значення у зоомасі степів займають безхребетні ґрунтові мешканці, від 0,5 т/га в 30 см шарі ґрунту на півночі, до 0,05 т/га на крайньому півдні.

### Акліматизація
Акліматизовано фазанів, ондатр, диких кролів. У заповідному степу Асканії живуть різні копитні: коні Пржевальського, різні антилопи, кулани, зебри, буйволи, зубри, бізони, яки, а також страуси та десятки видів рідкісних птахів. Усі ці види були завезені сюди з метою акліматизації в степових районах.

## Антропогенний вплив
Степ із давніх часів заселяли різні народи, проте вони тривалий час були малолюдними і не охоплені господарською діяльністю. Кочівники займалися переважно полюванням, випасанням худоби та рибальством. Аж до XVII століття через малолюдність і небезпеку степ називали Диким полем. Із створенням Запорізької Січі його освоїли українські козаки. Найінтенсивніше освоєння степу відбулося в XIX—XX століттях, з початком освоєння покладів вугілля та заліза. Суцільне розорювання цілинних земель призвело до знищення природної степової рослинності та збіднення тваринного світу. Цьому сприяв і план створення великих водосховищ на Дніпрі.
Степова зона належить до найбільш освоєних — орні землі становлять понад 75 % земельного фонду. Головні сільськогосподарські культури — озима пшениця, соняшник, цукровий буряк, баштанні, подекуди рис. До несприятливих факторів для господарства належать посушливість клімату, зливовий характер опадів, пилові бурі, ерозія, засоленість ґрунтів. Зональними видами меліорації є іригація та лісонасадження, розсолення солончаків та солонців, в умовах зрошування запобігання ерозії земель та засолювання.
Починаючи з середини XX століття в степу насаджено багато лісосмуг, які відіграють важливу не тільки ґрунтозахисну, але й природоохоронну роль, компенсують дефіцит дикої природи, протистоять вітровій ерозії, стають помешканням для диких тварин. У той самий час, вони перетворюють типові степові ландшафти на лісостепові.

### Природно-заповідний фонд

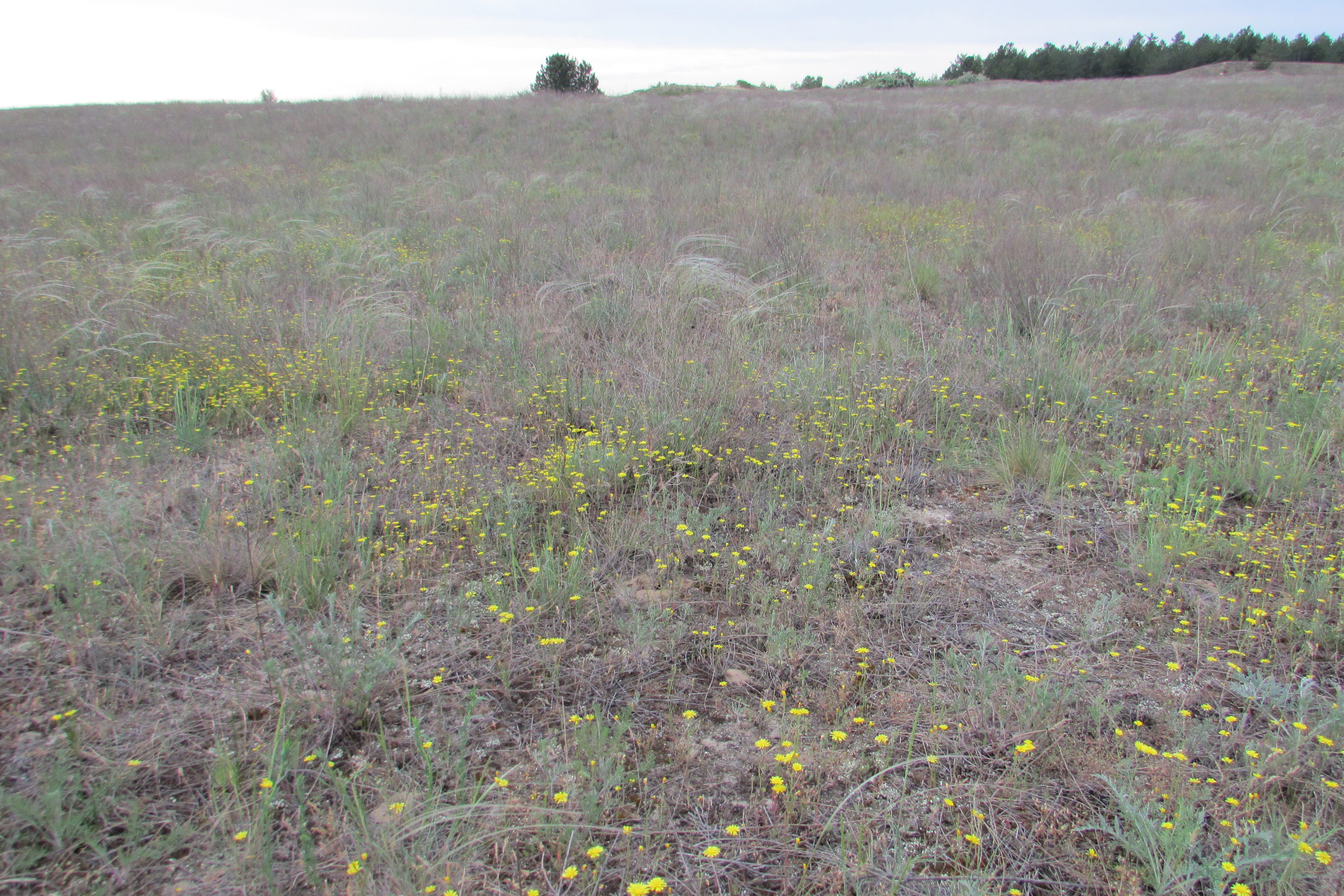
Піщаний степ — один з характерних ландшафтів Національного природного парку «Олешківські піски» на Херсонщині

Степ майже цілком розораний, залишки колишньої рослинності збереглися у заповідниках і частково на схилах балок і долин річок. Для збереження природи в степовій зоні створено заповідники:
- Асканія-Нова — ділянка типчаково-ковилового степу, де росте понад 400 видів рослин, серед яких 40 — ендеміки. Здійснюється акліматизація тварин: зубрів, благородних оленів, коней Пржевальського, антилоп, страусів, зебр, куланів, муфлонів.
- Луганський — різнотравно-типчаково-ковилові степи у вигляді трьох маленьких латок: Стрільцівський степ, Провальський степ та Станично-Луганська ділянка. Під захистом перебуває бабак європейський.
- Український степовий — 4 відділення різних степів: від лучних до різнотравно-типчаково-ковилових. Хомутовський степ, Кам'яні могили.
- Дунайський біосферний — водно-болотні угіддя дельти Дунаю, там мешкає половина всіх видів птахів України.
- Дніпровсько-Орільський заповідник — ділянка дніпрових плавнів, заплавних озер та лук, водні види рослин і тварин.
- Азово-Сиваський національний природний парк — приморські комплекси Північного Приазов'я.
- Приазовський національний природний парк — унікальні приморські природні комплекси (коси, затоки, лимани, ефемерні водойми).
- «Святі гори» — крейдяні останці-скелі та бори із реліктової сосни крейдової.

## Український степ в мистецтві
- Український степ зображено в багатьох творах сучасного письменника Євгена Ліра.